# Miróbriga
Miróbriga o Miróbrica dos Célticos (en llatí: Mirobriga/Mirobrica Celticorum), també coneguda per Miróbrica, és una antiga ciutat romana situada prop de la vila i freguesia de Santiago do Cacém, al municipi del mateix nom al sud-oest de Portugal. Segons els estudis arqueològics, la ciutat va ocupar el lloc d'un antic poblat de l'edat del ferro que existia des del segle IX ae.
Amb la invasió romana, es desenvolupà com a àrea comercial a l'entorn del fòrum. Les termes, entre les més ben conservades de Portugal, consten de dos edificis adjacents, possiblement un per a hòmens i un altre per a dones. Les àrees residencials encara són poc conegudes. Relativament prop de les termes, hi ha un pont amb un únic arc. L'hipòdrom és l'únic completament conegut de Portugal i es troba més lluny del centre.

## Història
Miróbriga és un dels vestigis més importants de l'ocupació dels romans al sud-oest de Portugal. Està classificada com a Immoble d'Interés Públic, des del 1940. La ciutat romana s'estén més de 2 km; presenta ruïnes d'edificis d'habitació, carrers pavimentats, un hipòdrom, termes, un pont i un fòrum. El Fórum de Miróbriga és en una zona anomenada Castell Vell. El topònim castell, al sud, indica molt sovint una ocupació preromana: és el cas de Miróbriga. Fou habitada ja des de l'edat del bronze i del ferro, durant les quals es beneficià dels canvis comercials cartaginesos al segle iv aC.
La partícula "briga" sembla indicar la civilització celta de la zona. L'ocupació pròpiament romana es dona al segle i. El seu origen etimològic deriva de dos vocables celtes antics miro/more ('mar') i briga ('fortalesa'), és a dir, 'Fortalesa del Mar'. En l'època preromana era el poblat principal dels mirobricenses, una de les tribus dels cèltics, una confederació tribal amb un territori que se situava al sud del dels lusitans i al nord del territori dels conis (que corresponia als actuals Algarve i sud del districte de Beja), o siga, del sud del riu Tejo (antic Tago) al riu Guadiana (antic Anas), corresponent, en gran part, a l'actual Alentejo, península de Setúbal, Ribatejo, al sud del riu Tejo, i part de l'Extremadura de l'estat veí.
En l'època flaviana, el desenvolupament de la ciutat fou intens; segurament arribà a obtenir l'estatut de municipi, juntament amb Bracara Augusta i Conímbriga. Degué controlar un territori relativament allunyat, com ara Sines.
L'abandó de Miróbriga degué ocórrer, segons els testimoniatges arqueològics, en el segle IV, en què la decadència de l'Imperi romà es registra també en altres ciutats.

## Patrimoni

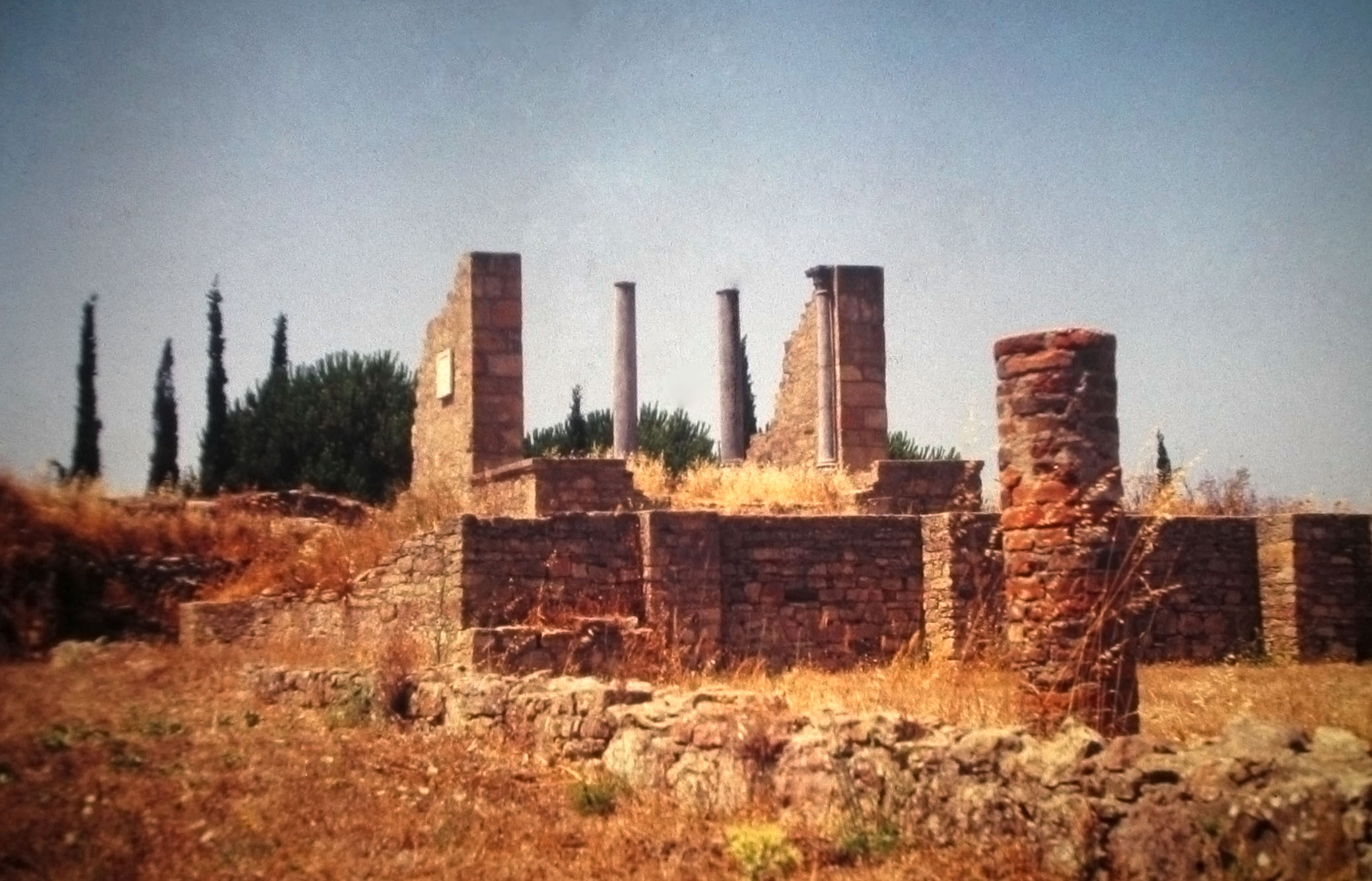
Temple de Venus

S'hi pot apreciar un fòrum, molt possiblement construït al segle I, i les termes s'haurien edificat en la centúria següent; també hi ha un temple al centre de l'urbs, enmig del fòrum. Hi ha una altra estructura també per al culte, el Temple de Venus.
Les termas són de les més bé conservats en el país. Tenim les termas aquest, edificades en el segle ii, i les termas oest que bolquen el néixer del dia al voltant de la segona meitat del mateix segle. Tant l'elecció topográfica per a la implantació, com els materials per a la seva construcció van ser escrupolosamente pensades. Existeix una zona d'entrada, amb sales per a massagens, vestiário, i zona d'aigua freda (frigidário) i aigua calenta (caldário).
També se n'han posat al descobert diverses habitacions amb pintures murals.

### Paviment
Hi ha calçades construïdes amb esquist que travessen el conjunt i unien els diversos nuclis urbans. Relativament prop de les termes hi ha un pont d'un sol arc de volta sencera.

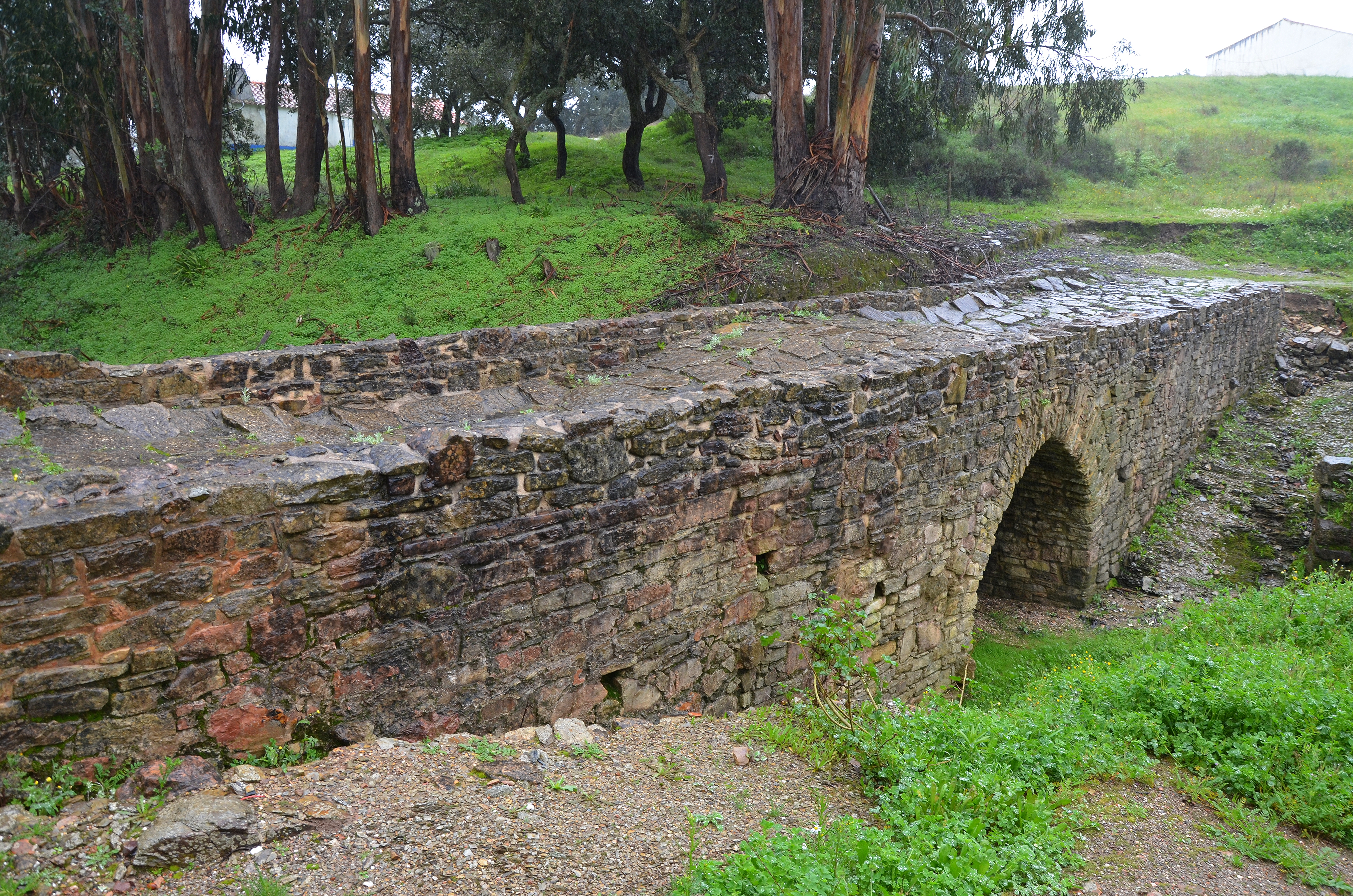
Pont romà de Miróbriga

### Hipòdrom
A prop d'un quilòmetre del jaciment arqueològic de Miróbriga es troben les ruïnes de l'únic hipòdrom fins hui identificat a Portugal. Destinat a curses de carros tirats per dos o quatre cavalls, l'hipòdrom tenia 370x75 m.

## Legislació
- Decret núm. 30762, de 26 de setembre de 1940, que classifica com a immoble d'interés públic l'«àrea del Castell Vell, amb les ruïnes de la ciutat romana adjacent descobertes a la finca de Châo Salgados, raval de Santiago do Cacém.»
- Decret núm. 32973, de 18 d'agost de 1943, que classifica com a immoble d'interés públic l'«àrea del Castell Vell, amb les ruïnes de la ciutat romana adjacent», al municipi de Santiago do Cacém, districte de Setúbal.
- Registre núm. 1135/91, de 5 de novembre, que fixa el perímetre de la zona especial de protecció de les Ruïnes Romanes de Miróbriga.